# Helina brunneipalpis
Helina brunneipalpis är en tvåvingeart som beskrevs av Ma, Wang och Sun 1992. Helina brunneipalpis ingår i släktet Helina och familjen husflugor.
Artens utbredningsområde är Qinghai (Kina). Inga underarter finns listade i Catalogue of Life.